# Канатчиково (станція)
Канатчиково — вузлова залізнична станція Малого кільця Московської залізниці в Москві.
Розташована паралельно Канатчиковському проїзду (на схід від станції). На захід від станції знаходиться ТЕЦ-20. Одна з найближчих станцій Малого кільця (поряд з Лужниками) до історичного центру Москви, за 5 км від Кремля.
Над південною горловиною станції шляхопроводи вулиць Кар'єр і Великої Черемушкинської (Загородне шосе). У північно-західній частині станції дві головні залізничні колії прямують в триярусний Гагарінський тунель під площею Гагаріна. Довжина його — 900 метрів, це найдовший залізничний тунель в Москві і єдиний на Малому кільці. В межах станції знаходиться весь тунель, а також Андріївський залізничний міст за ним; вхідні світлофори розташовані відразу за мостом.
Від південної горловини станції відходять дві сполучні колії до Павелецького напрямку МЗ. До 1998 року існувала колія від північної горловини станції на заводи «Червоний пролетар», ім. Орджонікідзе і «Станкоконструкція», на 2016 рік демонтована.
Станція має 15 колій, в тому числі дві головні, п'ять приймально-відправних, чотири вантажно-розвантажувальних і чотири відправних. Обладнана 43 централізованими стрілками.
У 2002 році через будівництво Третього транспортного кільця побудовані новий вантажний двір і новий адміністративно-технічний будинок станції, а історична будівля, що є пам'яткою архітектури, передано дирекції штучних споруд ВАТ «РЖД».
В межах станції 10 вересня 2016 року відкрито платформу Площа Гагаріна

## Ресурси Інтернету
- Справочник железнодорожных станций [Архівовано 7 березня 2016 у Wayback Machine.]
- Забытое кольцо Москвы [Архівовано 17 вересня 2016 у Wayback Machine.]
- Номер газети  [Архівовано 24 вересня 2015 у Wayback Machine.]«Гудок» від 29.08.2003